# Doleschallia cingara
Doleschallia cingara är en fjärilsart som beskrevs av Hans Fruhstorfer 1912. Doleschallia cingara ingår i släktet Doleschallia och familjen praktfjärilar. Inga underarter finns listade i Catalogue of Life.